# Nonylfenol
Nonylfenol je výraz pro skupinu organických, aromatických sloučenin patřících mezi alkylfenoly. Jedno z jejich hlavních využití bylo v průmyslových čisticích prostředcích.

## Vlastnosti
Vyskytuje se obvykle jako směs isomerů (závisí na rozvětvení či nerozvětvení nonylové skupiny, kterým uhlíkem je připojena k benzenovému jádru a její poloze vzhledem k hydroxylu), která má podobu žluté kapaliny s fenolovým zápachem. Její bod tání je −10 °C, bod varu 295 – 320 °C. Málo rozpustný je ve vodě, lépe v alkoholech.

## Použití
Nonylfenol se používá k výrobě nonylfenol ethoxylátů, které se slouží jako změkčovadla či antioxidanty pro plasty. Jsou to povrchově aktivní látky užívané jako průmyslové detergenty, pro povrchovou úpravu kovů či při těžbě ropy. Jsou složkou mazacích olejů a kosmetiky.

## Regulace
Evropská unie použití nonylfenol ethoxylátů v detergentech zakázala, protože v prostředí rozkládají špatně a navíc jsou produkty degradace ještě toxičtější. Nonylfenol vykazuje schopnost bioakumulace ve vodních organismech, je pro ně toxický a ovlivňuje jejich reprodukci. Snižuje růst řas a dalších vodních rostlin, zpomaluje dospívání ryb a ovlivňuje jejich reprodukci a hormonální rovnováhu. Nonylfenol a jeho deriváty jsou vypouštěny do povrchových vod, vyskytují i v čistírenských kalech, kumulují v sedimentech, ale i v tkáních ryb a jiných organismů.

## Zdravotní rizika
Jsou to xenoestrogeny a endokrinní disruptory. Mezi jejich další účinky patří např. poškození DNA v lidských lymfocytech.

## V životním prostředí
Nonylfenol uniká do řek, přičemž nejvyšší koncentrace překračující povolené limity byly zaznamenány u čistíren odpadních vod, které podle organizace Greenpeace neplní svou zákonnou povinnost hlásit úniky nonylfenolu do Integrovaného registru znečištění.